# Otholobium pungens
Otholobium pungens är en ärtväxtart som beskrevs av Charles Howard Stirton. Otholobium pungens ingår i släktet Otholobium och familjen ärtväxter. Inga underarter finns listade i Catalogue of Life.